# فوكوتشياما (كيوتو)
مدينة فوكوتشياما (بالإنجليزية: Fukuchiyama)‏ هي أحد المدن التابعة لمحافظة كيوتو. تأسست رسميًا في 01/04/1937. ويقدر عدد سكانها بـ 80836 نسمة حسب تقدير مكتب الإحصاء الياباني لعام 2012. تبلغ مساحة فوكوتشياما 552.57 كم2. بكثافة سكانية تبلغ 146 نسمة/كم2.

## أعلام
- كازوكي يوشيمي
- أوسامو شيمومورا
- ساداكازو تانيغاكي
- يوغي أوكي